# Arteră pancreatică dorsală
Artera pancreatică dorsală este o ramură a arterei splenice. Se anastomozează cu artera pancreaticoduodenală superioară și continuă ca arteră pancreatică inferioară pe marginea sa inferioară. 